# Charlemagne (miasto)
Charlemagne – miasto w Kanadzie, w prowincji Quebec, w regionie Lanaudière i MRC L’Assomption. Miasto położone jest w obszarze metropolitarnym Montrealu. Jest znane przede wszystkim jako miejsce urodzenia kanadyjskiej piosenkarki Céline Dion.
Liczba mieszkańców Charlemagne wynosi 5 594. Język francuski jest językiem ojczystym dla 96,2%, angielski dla 1,0% mieszkańców (2006).